# Missale Gothicum
Il Missale Gothicum è un manoscritto miniato contenente un sacramentario datato fra la fine del VII secolo e l'inizio dell'VIII secolo. Proviene da uno scriptorium merovingio, forse quello dell'abbazia di Luxeuil, e contiene una liturgia gallicana specifica dei monasteri franchi dell'VIII secolo. Attualmente è conservato nella Biblioteca apostolica vaticana.

## Storia
Il manoscritto fu copiato intorno al '700 in uno scriptorium utilizzando la calligrafia originaria del monastero di Luxeuil e comunemente usata in Borgogna all'epoca. Probabilmente fu realizzato per una chiesa di Autun. Successivamente il manoscritto fu forse conservato presso l'abbazia di Fleury. Dopo il sacco dell'abbazia nel 1562 da parte degli eserciti ugonotti, i manoscritti furono recuperati da Pierre Daniel; la sua biblioteca fu acquistata alla sua morte da Paul Petau nel 1604, poi dal figlio di questi, Alexandre. I libri di quest'ultimo furono acquistati nel 1650 da Isaac Vossius per la regina Cristina di Svezia che li trasportò a Stoccolma, quindi a Roma. La sua intera biblioteca fu acquistata dalla Biblioteca apostolica vaticana nel 1689.

## Descrizione
Il manoscritto è un sacramentario contenente 77 messe, di cui 32 temporali, 36 dedicate a santi biblici, romani e gallici, 2 per cerimonie battesimali, 6 domenicali e una messa quotidiana. Tuttavia il manoscritto rimane incompleto. È stato copiato da quattro diversi scribi. Non contiene miniature o rappresentazioni figurative, ma semplicemente ornamenti di iniziali o dei margini, esemplari dello stile della miniatura merovingia corrente in Borgogna e particolarmente a Luxeuil in quel periodo.